# Życie Kolorado
Życie Kolorado : miesięcznik Polonii Amerykańskiej w Kolorado: Denver Metro, Boulder, Colorado Springs, Fort Collins, Breckenridge – polskojęzyczna, bezpłatna gazeta o profilu publicystyczno-informacyjno-kulturalnym wydawana w Denver. Swoim zasięgiem obejmuje cały obszar Kolorado, a począwszy od listopada 2012 także stany Alaska, Hawaje, New Jersey, Nowy Meksyk oraz Utah. Zostało założona przez Katarzynę Hypsher we wrześniu 2009. Pismo skierowane jest do mieszkańców polskiego pochodzenia tych stanów. Jest jedynym polskojęzycznym pismem w tej części USA (poza stanem New Jersey).
Życie Kolorado jest także organizatorem wydarzeń promujących Polskę i Polaków, a także integrujących lokalną społeczność. Do najważniejszych należą organizowane cyklicznie: Polonijny Piknik Piłkarski, Dni Sztuki Polonijnej w Kolorado, bale i Sylwestry polonijne. Dodatkowo redakcja obejmuje liczne patronaty nad polonijnymi projektami (np. Polonijne Mistrzostwa Świata w Wędkarstwie), a także czynnie bierze udział w akcjach charytatywnych na rzecz potrzebujących rodaków. Wspiera także polską szkołę w Denver.
Gazeta jest prowadzona przez zespół w składzie: Waldemar Tadla (redaktor naczelny), Katarzyna Hypsher (dyrektor zarządzający), Marcin Żmiejko (dyrektor marketingu), Joanna Dudek (public relations). Oprócz tego z gazetą współpracują: Halina Dąbrowska, Piotr Gzowski, Witold-K (Kaczanowski), Hanna Märker, Bożena Michalska, Adam Lizakowski, Barbara Popielak, Marek Cieśla, Elżbieta Kulesza, Zbigniew Z. Nikator, Szczepan Sadurski, Grzegorz Malanowski, Maria Ulmed, Joanna Dudek, Krzysztof Boruszewski, Tomasz Zola, Joanna Maciuszko, Sylwia Martynowicz, Ania Jordan i  Monika Schneider oraz Tomasz Winiarski.